# Jack Youngblood
Herbert Jackson Youngblood III (Jacksonville, 26 gennaio 1950) è un ex giocatore di football americano statunitense che ha giocato nel ruolo di defensive end per tutta la carriera con i Los Angeles Rams della National Football League (NFL). È stato inserito nella Pro Football Hall of Fame nel 2001.
Dopo il ritiro da giocatore nel 1985, Youngblood lavorò nella dirigenza dei Rams fino al 1991. Lavorò anche per i Sacramento Surge della Canadian Football League (CFL) dal 1992 al 1993. In seguito fu prima vicepresidente e poi presidente degli Orlando Predators della Arena Football League dal 1995 al 1999.

## Carriera professionistica
Youngblood fu scelto nel corso del primo giro (20º assoluto) nel Draft NFL 1971 dai Los Angeles Rams dopo una carriera di alto livello nel football collegiale all'Università della Florida. Nella sua prima stagione giocò come riserva dell'altro Hall of Famer Deacon Jones che a fine anno fu ceduto ai San Diego Chargers. Coi Rams fu convocato per sette Pro Bowl e inserito cinque volte unanimemente nella prima formazione ideale della stagione All-Pro. Il suo primato stagionale di sack fu di 18 nel 1979.
Nel 1979, i Rams arrivarono a disputare il Super Bowl XIV perso contro i Pittsburgh Steelers. Quell'anno, Jack disputò tutti i playoff, compresa la finale, con un perone rotto. Malgrado ciò mise a segno un sack decisivo sul quarterback dei Dallas Cowboys Roger Staubach nel divisional round.
Record dei Los Angeles/St. Louis Rams
- Maggior numero di gare consecutive giocate (201)
- Maggior numero di sack in carriera nei playoff (8,5)
- Maggior numero di partite da titolare nei playoff (17)
- Maggior numero di safety in carriera (2, condiviso)
- Secondo maggior numero di sack in carriera (151,5)
- Secondo maggior numero di calci bloccati (8)

## Palmarès
- (7) Pro Bowl (1973 - 1979)
- (5) First-team All-Pro (1974, 1975, 1976, 1978, 1979)
- (3) Second-team All-Pro (1973, 1977, 1980)
- Defensive Lineman dell'anno (1975)
- Formazione ideale della NFL degli anni 1970
- Ring of Fame dei St. Louis Rams
- Numero 85 ritirato dai Rams
- Pro Football Hall of Fame
- College Football Hall of Fame

## Statistiche
| Partite | Partite | Tackle | Tackle | Tackle | Intercetti | Intercetti | Intercetti | Fumble |
| P       | Tit.    | Tot    | Sack   | Saf    | Int        | Yard       | TD         | Rec.   |
| ------- | ------- | ------ | ------ | ------ | ---------- | ---------- | ---------- | ------ |
| 202     | -       | -      | 151,5  | 2      | -          | -          | -          | 10     |